# Chính sách thị thực của Tchad

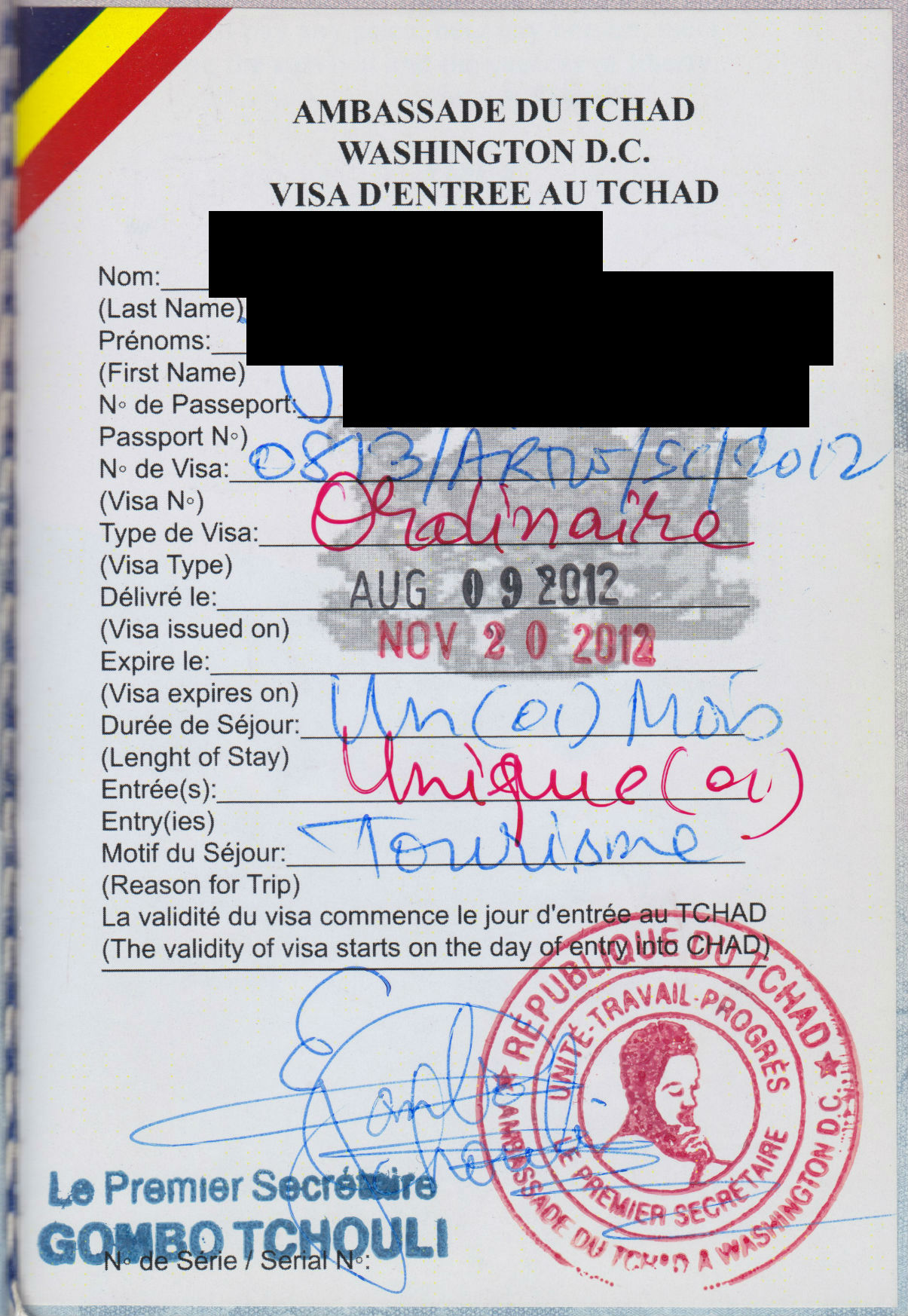
Thị thực du lịch Tchad

Khách đến Tchad phải xin thị thực từ một trong những phái vụ ngoại giao Tchad trừ khi họ đến từ một trong những quốc gia được miễn thị thực.

## Bản đồ chính sách thị thực

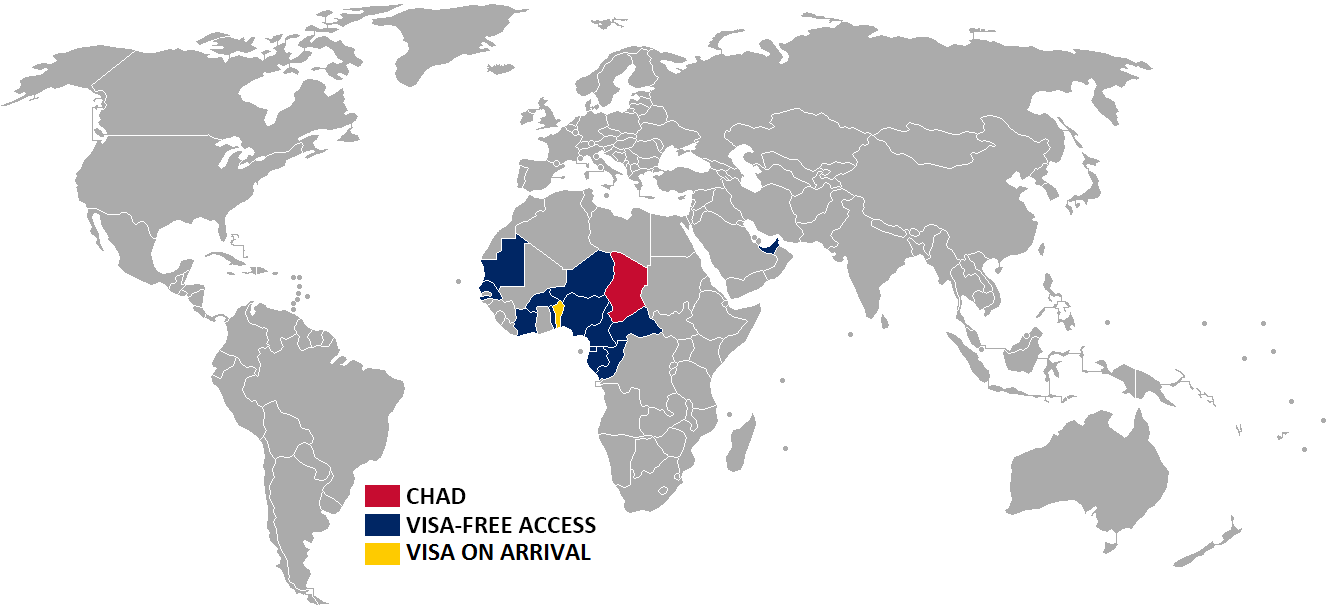
Chad
Miễn thị thực
Thị thực tại cửa khẩu

## Miễn thị thực

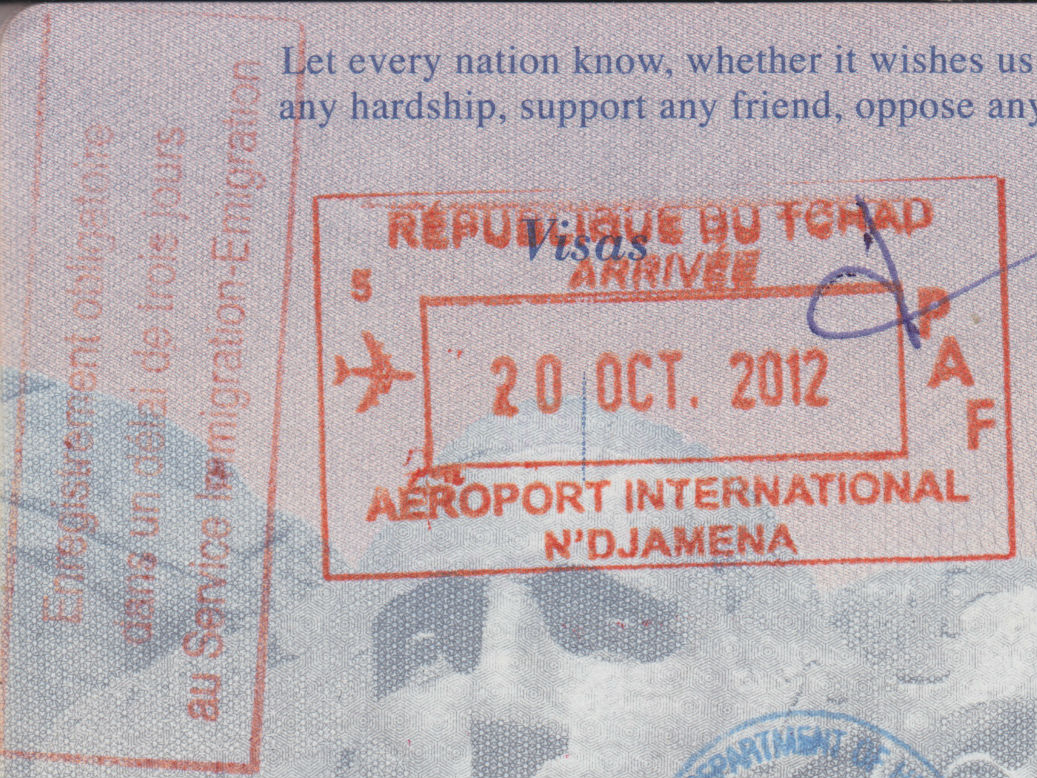
Dấy nhập cảnh Tchad

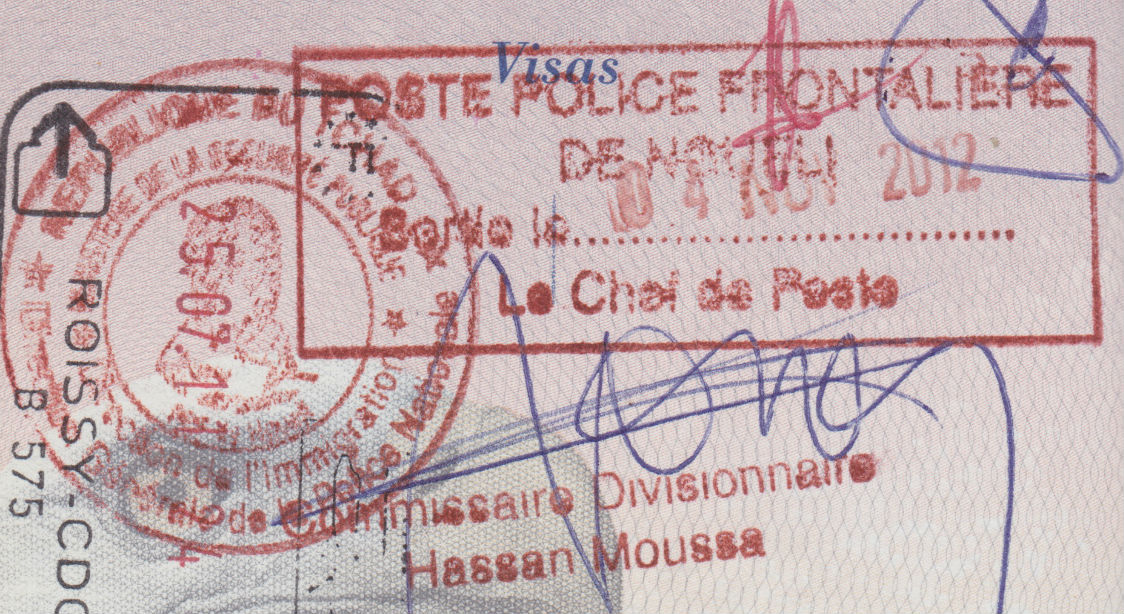
Dấu xuất cảnh Tchad

Công dân của 11 quốc gia sau có thể đến Tchad mà không cần thị thực lên đến 90 ngày:
| - Burkina Faso - Cameroon - Cộng hòa Trung Phi - Cộng hòa Congo - Bờ Biển Ngà - Gabon - Mauritania - Niger - Nigeria - Senegal - Togo |

Người sở hữu hộ chiếu ngoại giao được cấp bởi các quốc gia Benin, Comoros, Djibouti, Ai Cập, Eritrea, Gambia, Ghana, Guinée, Guiné-Bissau, Kenya, Liberia, Libya, Mali, Maroc, São Tomé và Príncipe, Sierra Leone, Somalia, Sudan và Tunisia không cần thị thực để đến Tchad.
Công dân của 2 nước sau có thể đến Chad xin thị thực tại cửa khẩu:
| - Benin - Guinea Xích Đạo |

Du khách được phép quá cảnh không cần thị thực nếu dừng không quá 48 giờ mà không rời khỏi sân bay.